# 父之罪
《父之罪》（The Sins of the Fathers）是由勞倫斯·卜洛克所著之偵探小說，為馬修·史卡德系列第一本作品。故事內容敘述馬修·史卡德透過舊識艾迪·柯勒牽線，偵辦一起姦殺案。

## 登場人物
- 馬修·史卡德：曾是警察，某次與匪徒交火時誤殺一名小女孩，後來受內心譴責，毅然辭職。
- 溫蒂·漢尼福：有嚴重戀父情結的女性，自大學時代起就常與中老年男子交往。
- 理查·范得堡：殺害溫蒂·漢尼福之嫌疑人，被捕兩天後在牢房內上吊自殺。
- 艾迪·柯勒：第六分局副隊長，與馬修交情不錯
- 路易士·潘考：第六分局巡警，於巡邏時發現命案現場。
- 凱爾·漢尼福：溫蒂之父，住在紐約北部的悠堤卡市。
- 馬丁·范得堡：理查父親，在布魯克林的某間教堂擔任牧師。
- 瑪西雅·瑪索：溫蒂前室友，已婚。
- 肯恩：同志酒吧「辛西亞」的酒保兼老闆，史卡德的熟人。

## 故事內容

### 緣起
1973年年初的某個週二，凱爾·漢尼福與馬修·史卡德約在阿姆斯壯酒吧見面。漢尼福表明自己是位批發藥商，住在紐約州北部的悠堤卡市。他應第六分局副隊長艾迪·柯勒介紹而來，想委託史卡德調查上週四一起姦殺案的死者—他女兒溫蒂為何遇害。
漢尼福告訴史卡德，溫蒂是他養女，生父於仁川登陸中喪命，溫蒂三歲時漢尼福取她母親為妻。她17歲高中畢業後離家到印第安納州念大學。大四時學校通知父母溫蒂被開除學籍，就此之後溫蒂音訊全無，只寄過兩張明信片回家。
等到漢尼福夫妻倆再度見到女兒，是在太平間認屍。

### 案件發生
傍晚史卡德前往第六分局探訪舊識艾迪·柯勒，並讀了發現命案現場的巡佐路易士·潘考所撰寫之報告：
上週四下午4點18分，潘考自銀行街往西走，碰到一群人告訴他有個全身是血的瘋子在街上露鳥，他立刻跑過街角，聽到理查·范得堡嘴裡喊著猥褻話語。銬住范得堡後潘考領著他上三樓，看到床罩上躺著死去的女人，遭利器戳刺致死。接著潘考致電警局、屍體進行驗屍，驗屍官發現死者生前曾有過口交、性器接觸；身體多處遭利器割傷；推測在下午3點40分～4點間死亡。
理查被捕後隔天被控殺人，送入牢房。週六早上接近六點，獄卒巡邏時發現理查上吊自殺。

### 拼湊碎片
讀完後馬修問柯勒能否見見潘考一面，柯勒則說都約好了，九點前後在第二大道上的酒吧上。
史卡德離開警局後，前往溫蒂生前住所–位於貝頓街149號的公寓，詢問管理員對於溫蒂以及同居人理查·范得堡之事。管理員表示她負責收房租、維持公寓安寧，溫蒂從無惹過麻煩，而理查於一年多前搬入，感覺就像同性戀。她曾在兩個月前幫溫蒂換過暖氣機的活塞，印象中在理查搬入後公寓變得更乾淨、賞心悅目。史卡德最後問管理員對兩人有何看法，後者想了想，回道：「像姐弟」。
晚上九點前後史卡德與潘考見面，問些命案現場的詳細情況後走回旅館，結束這天的調查。
週三早上十點過後，史卡德抵達保多房地產經濟公司的辦公室，合夥人說到他與溫蒂並無見過面，租約於1970年10月23日簽下，契約上溫蒂是名系統工程師，雇主為考特瑞公司。
中午過後史卡德前往柏蓋許古董進口公司，老闆回想理查大約在一年半前進公司，還是菜鳥時顯得心事沈重，但在與溫蒂同居後逐漸紓解。案發當天理查吃完午餐回公司後就持續肚子痛，他越看越不忍心，在三點多時叫理查回家休息，沒想到卻發生命案。
離開理查工作處後，史卡德在路旁打了通電話給理查的父親—馬丁·范得堡牧師，敲定晚上八點在牧師會館見面。接著前往律師事務所，訪談理查的辯護律師。律師提起他與理查見面時，後者咬定溫蒂死在浴缸裡，但是不是自己殺的卻有記憶錯亂的情況，見到女孩死狀讓理查抓狂，與她性交。
晚上史卡德與范得堡見面時，談到兒子在前年高中畢業後不久便到曼哈頓工作。去年春季時他（馬丁·范得堡）曾私下到貝頓街見溫蒂一面，想請她不要再糾纏他兒子，但被羞辱一頓。他妻子於15年前去世，之後他顧了管家，也多花點時間照顧理查。
週四天微微亮，史卡德就起床沖澡、到隔壁吃早餐。飽足後跑到郵局詢問瑪西雅·瑪索住址，等史卡德尋線找上門時，才發現瑪索已成人婦，搬到瑪瑪榮內克城去了。史卡德在路邊打電話給瑪索，半強迫地讓她同意隔日見面，聊聊這位前室友。
中午回到旅館後，史卡德打電話回報進度，稍作休息後拿理查的照片到同性戀酒吧碰碰運氣。沒想到在某家酒吧碰上熟識的酒保兼老闆，後者告訴他理查在一年多前曾出現過兩三個禮拜便消失無蹤，順帶抱怨最近顧客盡是些飛車黨小混混，害他擔心哪天店裡鬧出命案。史卡德告訴他可以到第六分局找艾迪·柯勒副隊長，花點錢安排臨檢消災。
隔日與瑪索見面時聊到，她因房租便宜，便搬來與溫蒂作室友。知道溫蒂常約會、帶中老年男人回家睡，但她不以為意。有天溫蒂說有個朋友遠道而來，問她願不願意花一個晚上、陪她朋友看看電影、來個四人行？她禁不起誘惑赴約，但事後覺得不太愉快。後來她又下海幾次，了解自己並不適合，決定搬家。
當瑪索告訴溫蒂她要搬家時，後者反應強烈，不但哭泣還央求她不要離開。最終瑪索還是搬了，遠離這種生活。
話題轉到學校，瑪索曾與溫蒂修過一兩門課，只是點頭之交。後者在畢業前爆出與某位教授有婚外情，事情鬧的很大，迫使學校開除溫蒂，叫她收拾家當閃人。
下午史卡德打電話給酒保，得知柯勒將於晚上光臨，酒保安排個職員作替死鬼，而他現在正享受休假。酒保說他花了幾個小時，與理查|睡過的人談過。睡過他的人都說，這位小男生不認同床上作業、不拿錢，但會乖乖完事，結束後就趕著上路，至於下次？沒下次了。
晚上史卡德在阿姆斯壯酒吧喝酒，但兩杯下肚後發現有事情沒查，便出酒吧招了計程車，往第五大道與42街交叉口而去。在紐約公共圖書館的人文暨社會科學分館內看1959年紐約時報的微縮膠片，找到馬丁·范得堡太太的訃文，得知她在牧師會館的浴室以刮鬍刀割腕自殺，發現者是年僅六歲的兒子–理查·范得堡。

### 剖析真相
週六一早，史卡德搭機前往悠堤卡市，跑了幾個地方：戶政事務所、警察局和市議會人口統計處。中午在辦公室向漢尼福報告他所查到的事情：
溫蒂是名私生女，她在成長過程中得知生父早已死亡，一輩子尋尋覓覓找尋生父的替身。念大學時和幾個教授發生關係，畢業前爆出緋聞，使她不得不離校。後來她去了紐約，申請租房時有人掩護她。溫蒂並不像一般妓女上街拉客，而是她與某位男子度過一晚後，男子臨走時塞錢給她。不管是瑪索還是理查當她的室友，都是給自己安定的感覺。
理查·范得堡的父親嚴峻冷漠、易怒，母親在他六歲時自殺，對於父母有著非常矛盾的感情。理查成為溫蒂室友後雙方都結束約會，推測每天都會共進晚餐。如果繼續下去，兩人可能會步入禮堂。
漢尼福聽完報告後鬆口氣，載史卡德回機場。
週日早晨，史卡德到布魯克林，等禮拜結束後立刻要求與馬丁·范得堡牧師談一談。
在他見到范得堡時，說明整起事件是這麼發生的：去年春季馬丁·范得堡與溫蒂見面時，後者對前者一見鍾情，勾引也很成功，他跟她上床，但充滿罪惡感。上週四他到貝頓街找溫蒂，事後亮出刮鬍刀刺死溫蒂，等到他走到街上時發現兒子提早回家，卻為時已晚。理查進房看到慘死的溫蒂，精神錯亂下認為溫蒂是死去的母親，他將性器插入屍體，再露鳥跑到街上大聲嚷嚷。
聽完後馬丁·范得堡靜默幾分鐘，開口問史卡德目的為何？史卡德回說，他有兩條路可走：自行了斷或星期二有人會向警局報案。
禮拜二下午，史卡德在收音機播報新聞時得知馬丁·范得堡在臥室內被人發現服用大量安眠藥自殺。